# مارکو یکم سانودو
مارکو یکم سانودو (انگلیسی: Marco I Sanudo; ۱ ژانویهٔ ۱۲۰۰ – ۱ ژانویهٔ ۱۲۲۷)، اولین دوک‌نشین ناکسوس بعد از جنگ صلیبی چهارم که از خاندان مشهور سانودو بود.